# 博格拉市
24°50′53″N 89°22′23″E / 24.848078°N 89.3729633°E
博格拉市原名博古拉，是孟加拉国拉杰沙希专区博格拉县的一个主要城市。博格拉市是连通拉杰沙希专区和朗布尔专区的“桥梁”。